# José López (boxe anglaise)
Pour les articles homonymes, voir José López et López.
José López est un boxeur portoricain né le 29 mars 1972 à Trujillo Alto.

## Carrière
Après cinq précédents échecs, il remporte à 37 ans le titre de champion du monde des poids super-mouches WBO laissé vacant par Fernando Montiel en battant aux points le 28 mars 2009 le boxeur thaïlandais Pramuansak Posuwan,. Il perd également aux points sa ceinture dès le combat suivant le 4 septembre 2009 face au philippin Marvin Sonsona.